# Três Tombs
As Festas de Santo Antão (em catalão, Festes de Sant Antoni), conhecidas também como Tres Tombs ("Três Voltas") ou Tres Tonis ("Três Tonis", apelido de Antoni em catalão) são celebradas por toda a Catalunha e culminam no dia 17 de janeiro, dia de Santo Antão, protetor dos animais. 
São um conjunto de festividades que consistem em uma cavalgada de três voltas pela localidade onde a festa se realiza, além de em corridas, na bênção de animais e em outras atividades.
O rito principal dessas festas é dar três voltas com cavalos, carroças e outros animais pelo interior da localidade. Em tempos pagãos, davam-se três voltas ao redor de um espaço onde se fazia uma grande fogueira alimentada com ramos verdes. 
Quando o Cristianismo passou a predominar no que hoje é o território catalão, as voltas passaram a ser dadas ao redor da igreja de Santo Antão ou, caso não houvesse uma, ao redor da imagem do santo, ponto em que se fazia a bênção dos animais.
Em muitos lugares, é costume levar mascotes, como gatos, cães e pássaros, para que sejam abençoados.

## Festas de maior destaque

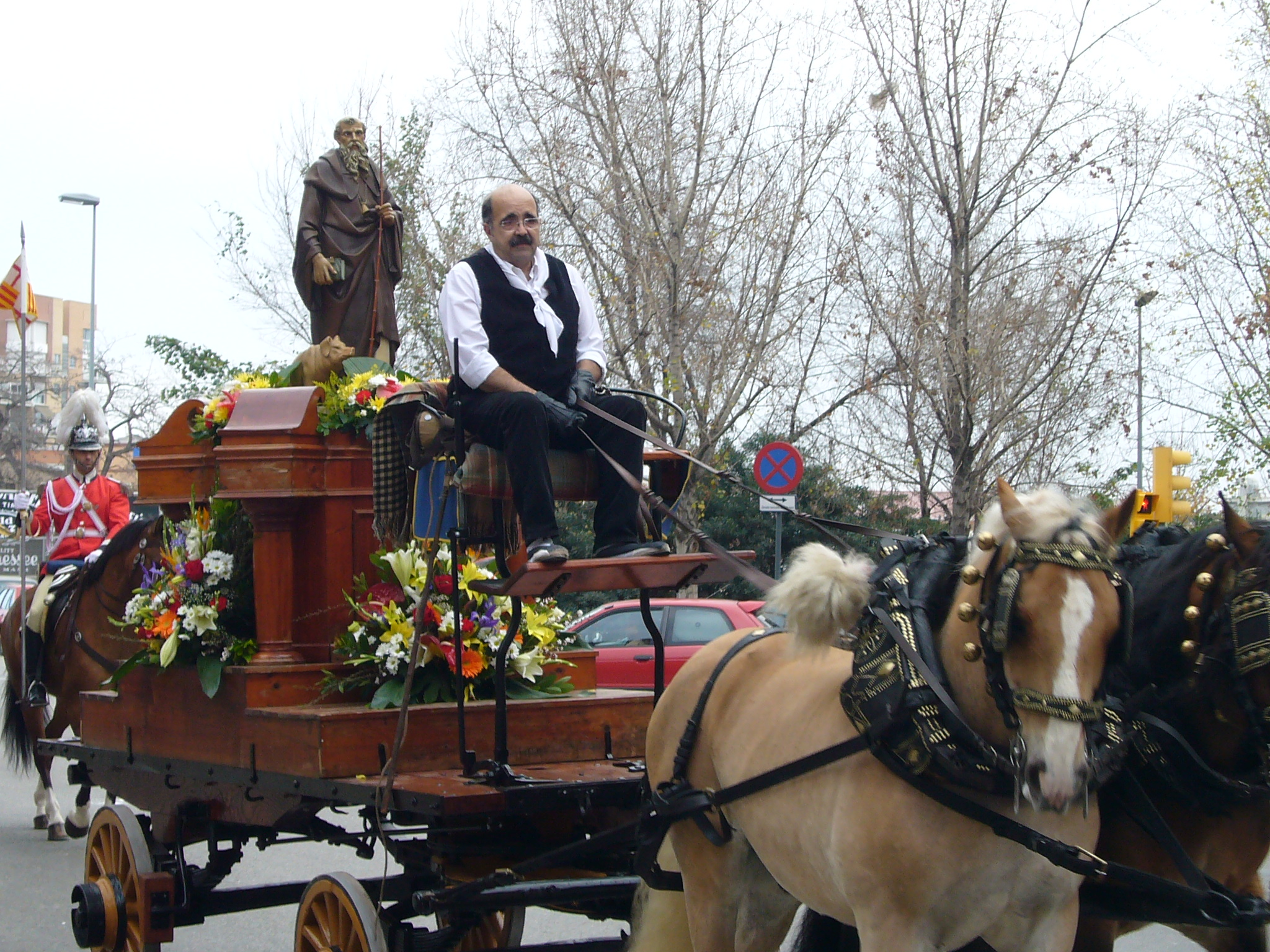
Carroça com a imagem de Santo Antão nas Tres Tombs do bairro de Sant Andreu de Palomar, em Barcelona

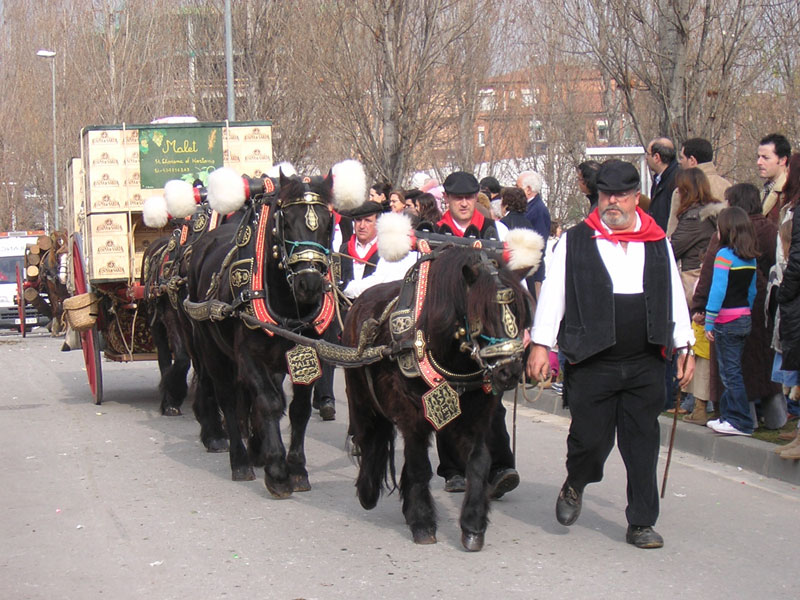
As Tres Tombs em Sant Cugat del Vallès

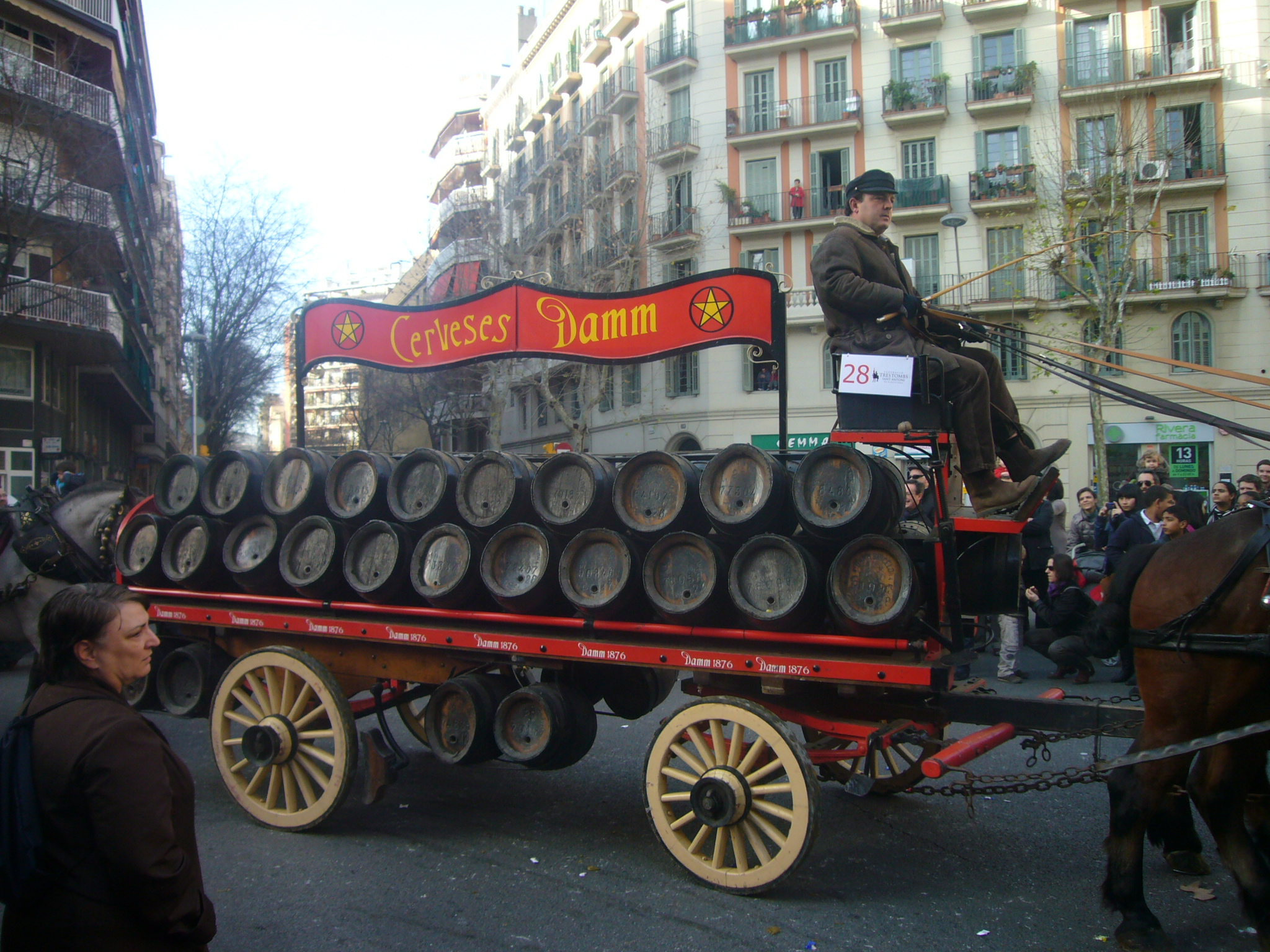
Carroça com barris de cerveja nas Tres Tombs do bairro de Sant Antoni de Barcelona

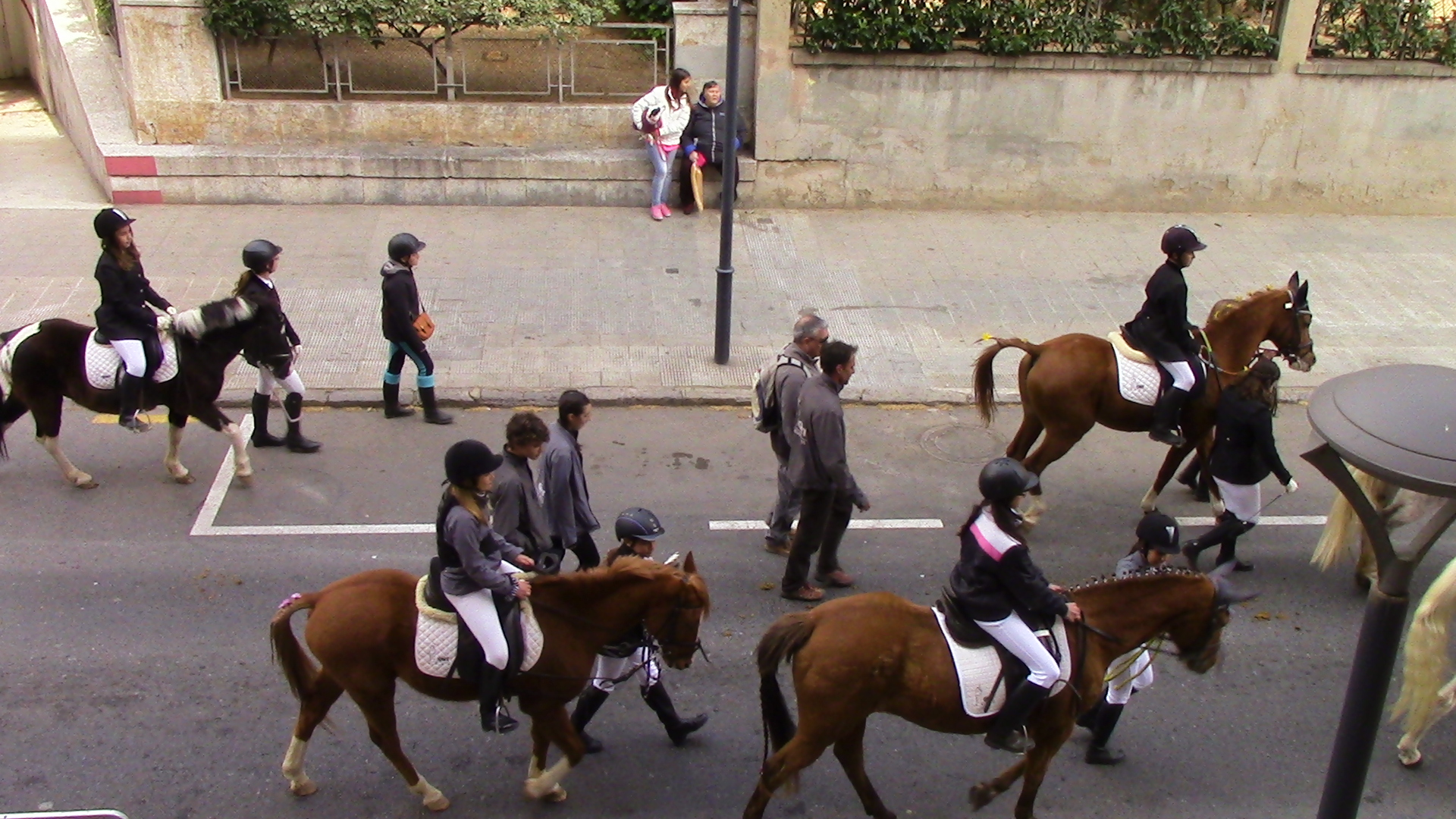
As Tres Tombs em Reus, em 2016

As localidades catalãs que celebram as Festas de Santo Antão com mais destaque são:
- Anglesola[3][4]
- Ascó[1]
- Balsareny[5]
- Barcelona, especificamente nos bairros de Sant Antoni e Sant Andreu[6]
- Berga[7]
- Collbató
- Esparreguera[8]
- Falset[9]
- Igualada[10]
- Puig-reig[11][12][13]
- Ripollet[14]
- Sant Antoni de Vila-seca[15]
- Taradell[16]
- Valls
- Vilanova i la Geltrú[17]